# أي مكان إلا هنا (رواية)
أي مكان إلا هنا (بالإنجليزية: Anywhere but Here)‏ هي رواية للكاتبة الأمريكية منى سيمبسون، نشرت عام 1986، عن دار نشر كنوبف، وحققت نجاحاً وفازت عنها الكاتبة بجائزة وايتنغ للرواية الأولى.